# Lichtsättigungspunkt
Der Lichtsättigungspunkt (LSP) gibt den Punkt an, ab dem die Photosyntheseleistung einer Pflanze durch Erhöhung der Lichtintensität nicht mehr gesteigert werden kann, das heißt die Sauerstoffproduktionsrate konstant bleibt.
Wird die Lichtintensität über den Lichtsättigungspunkt hinaus erhöht, kann es zum Sauerstoffstress bei der Pflanze kommen, was den Photosyntheseapparat schädigt (Photodestruktion) und somit die Photosyntheseleistung verringert und darüber hinaus den Tod der Pflanze bedeuten kann.
Der Lichtsättigungspunkt ist nicht bei jeder Pflanze gleich, er unterscheidet sich so zum Beispiel bei Schattenpflanzen (niedriger LSP), Sonnenpflanzen (hoher LSP) und C4-Pflanzen (sehr hoher LSP).